# Damhussøen
Damhussøen eller Damhus Sø är en sjö på ön Sjælland 
i Danmark. Den ligger i Region Hovedstaden, i den östra delen av landet. Damhussøen ligger 6 meter över havet. Arean är 0,38 kvadratkilometer och sjön sträcker sig 0,8 kilometer i nord-sydlig riktning, och 0,9 kilometer i öst-västlig riktning.
Damhussøen utgör gräns mellan de Köpenhamnska stadsdelarna Vanløse och Rødovre. Den högsta naturliga punkten i närheten är 22 meter över havet, 1,0 km väster om Damhussøen.